# Operacja Magic Carpet (1945)

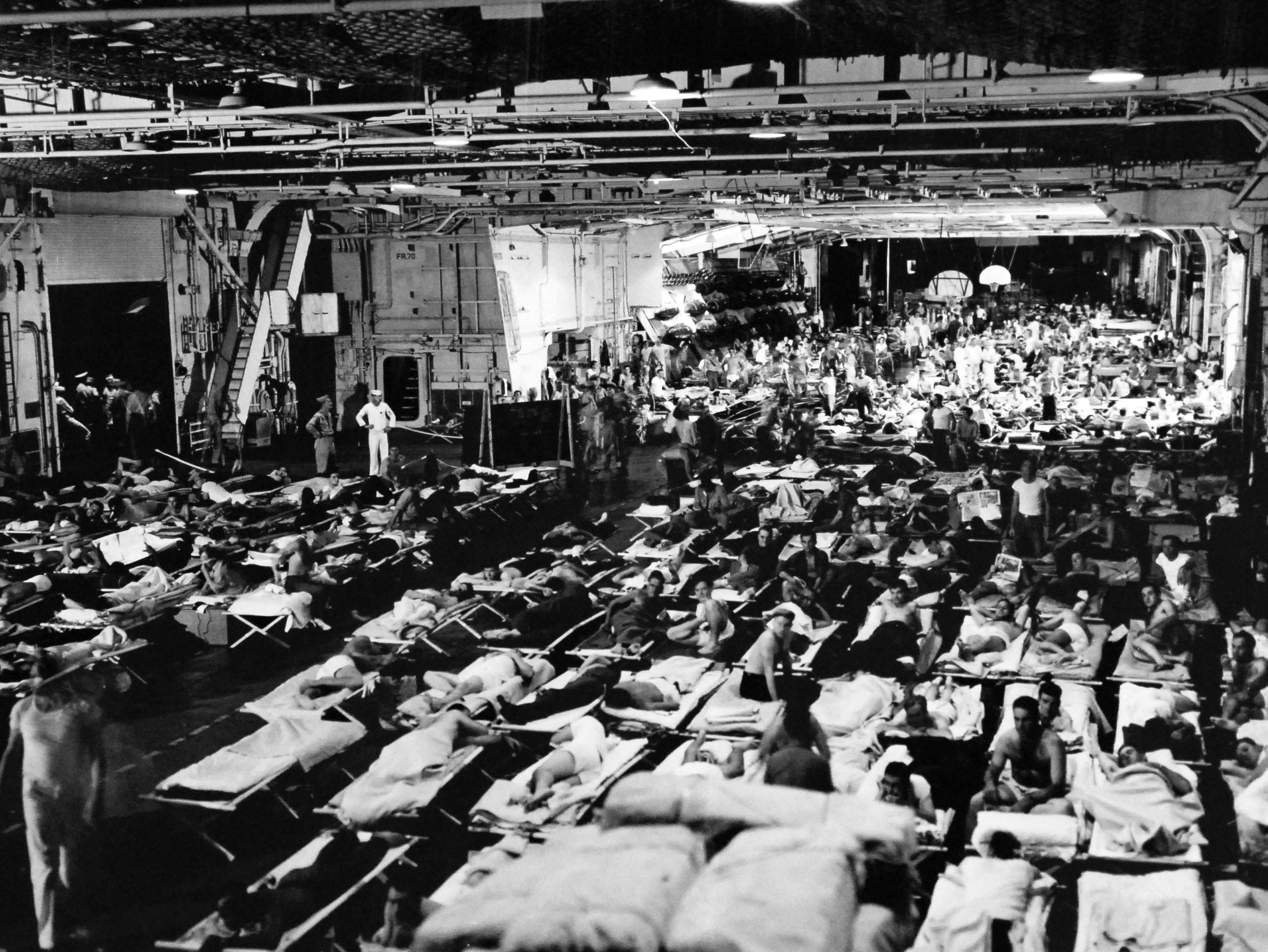
Wracający do USA żołnierze na pokładzie lotniskowca USS „Enterprise” (CV-6) w czasie operacji Magic Carpet

Operacja Magic Carpet – operacja wojskowa przeprowadzona bezpośrednio po II wojnie światowej przez United States Navy, mająca na celu przewiezienie żołnierzy służących w Europie i na Pacyfiku do USA. W akcję zaangażowane były setki okrętów, w tym lotniskowce i pancerniki. Okręty zostały przystosowane do przewożenia żołnierzy przez wstawienie koi i inne prace przystosowawcze. Operacja repatriacji żołnierzy z Europy rozpoczęła się w czerwcu 1945 i trwała do lutego 1946. Operację na Pacyfiku rozpoczęto w październiku 1945 i ukończono we wrześniu 1946.